# Viejo Nicapa
Viejo Nicapa är en ort i Mexiko.   Den ligger i kommunen Pichucalco och delstaten Chiapas, i den sydöstra delen av landet, 700 km öster om huvudstaden Mexico City. Viejo Nicapa ligger 317 meter över havet och antalet invånare är 592.
Terrängen runt Viejo Nicapa är kuperad. Runt Viejo Nicapa är det ganska tätbefolkat, med 65 invånare per kvadratkilometer. Närmaste större samhälle är Pichucalco, 13,8 km nordost om Viejo Nicapa. I omgivningarna runt Viejo Nicapa växer i huvudsak städsegrön lövskog.